# Kloster Wormeln

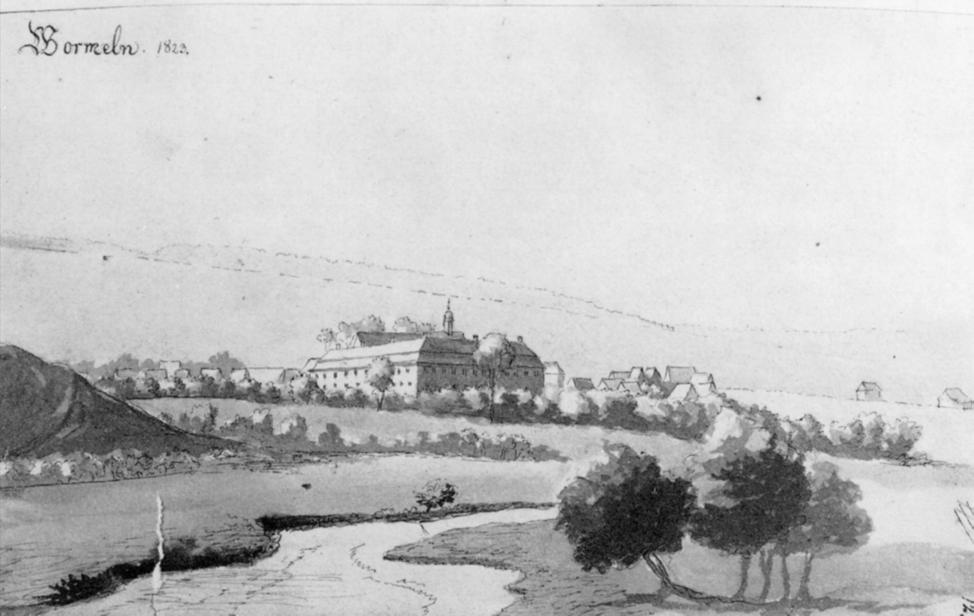
Tuschezeichnung von Franz Josef Brand (1823) mit dem 1887 abgerissenen Nordflügel

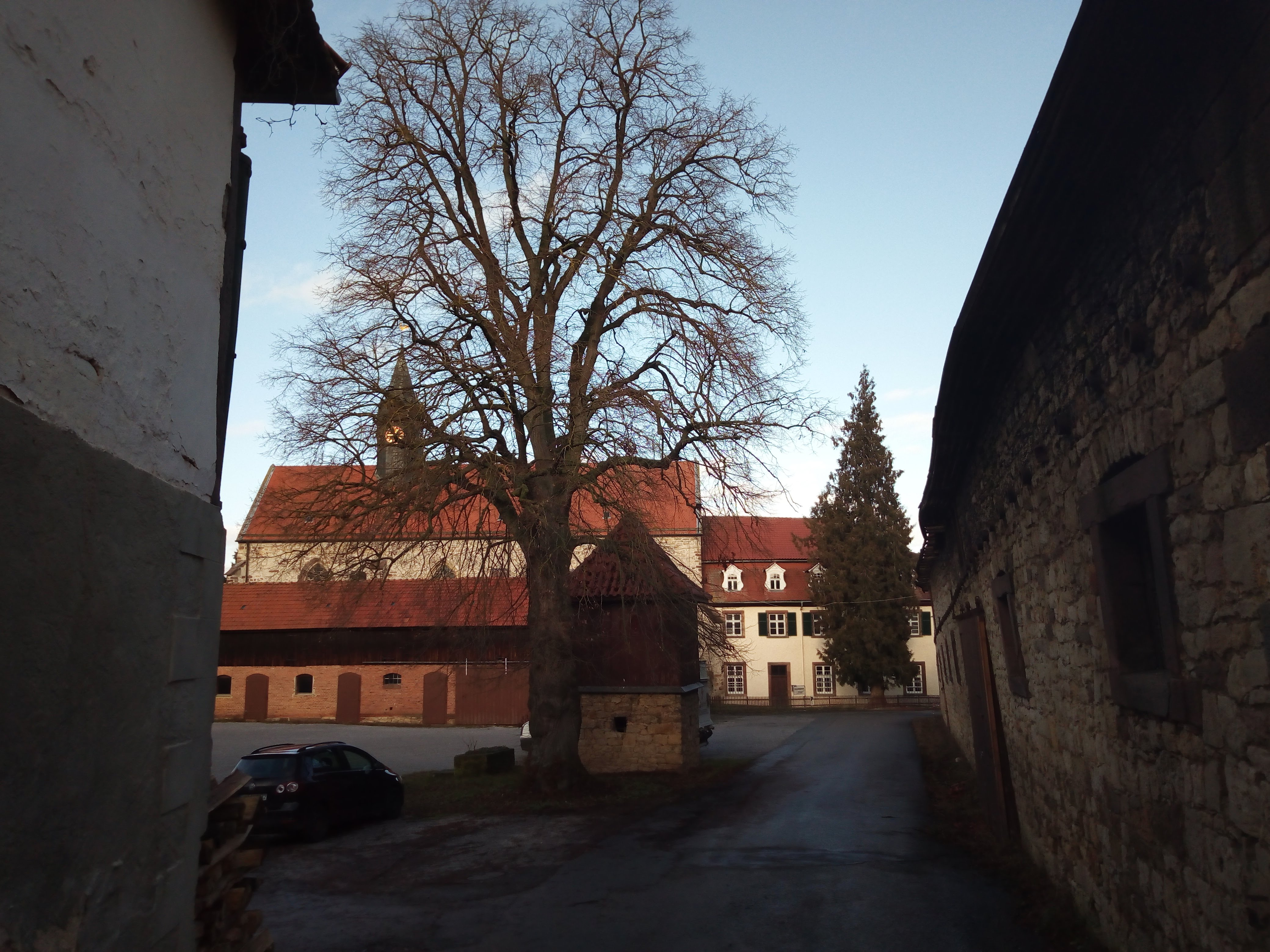
Wormeln, Klostergut (2020)

Das Kloster Wormeln geht zurück auf ein 1246 gegründetes, ehemaliges Nonnenkloster. Es liegt in dem Dorf Wormeln, drei Kilometer südlich von Warburg in Nordrhein-Westfalen. Heute ist nur noch die Klosterkirche im Besitz der Katholischen Kirche, während das Gut und weitere Gebäude sich in Privatbesitz befinden.

## Geschichte

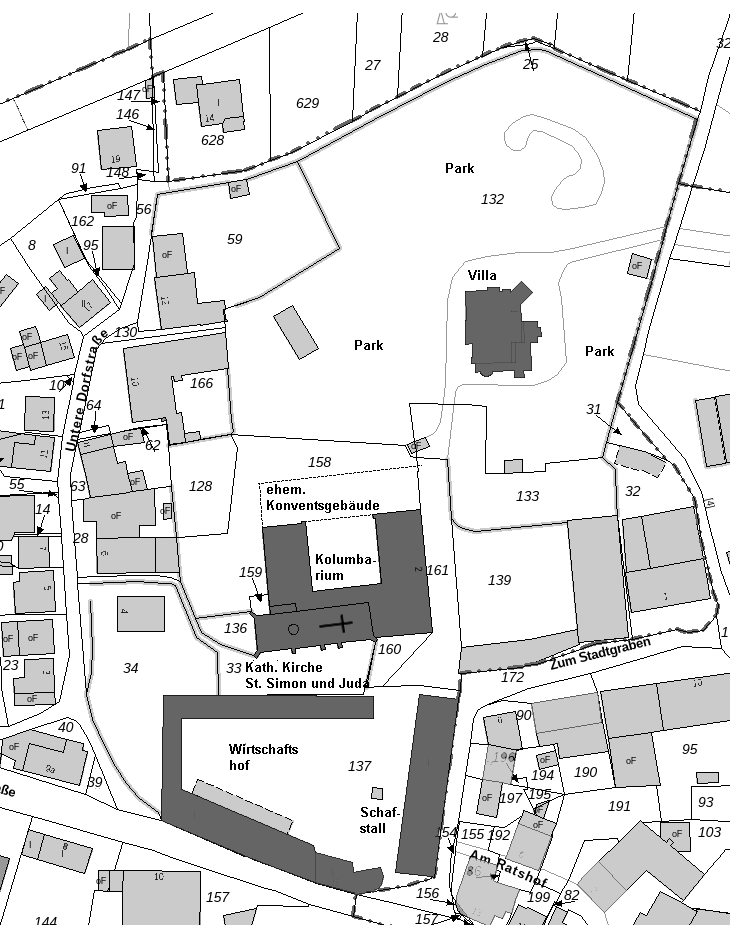
Lageplan

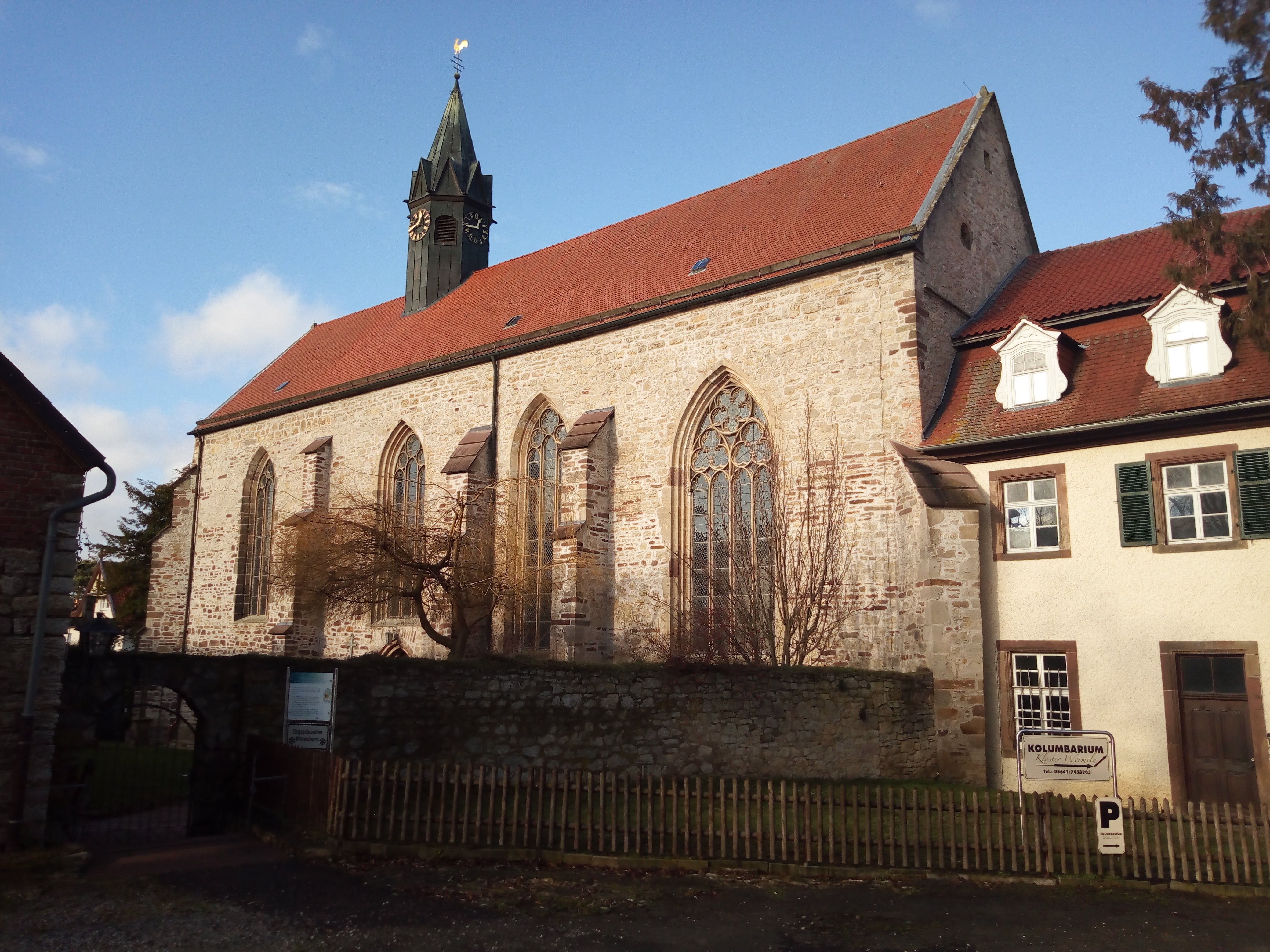
Klosterkirche mit Konventsgebäude

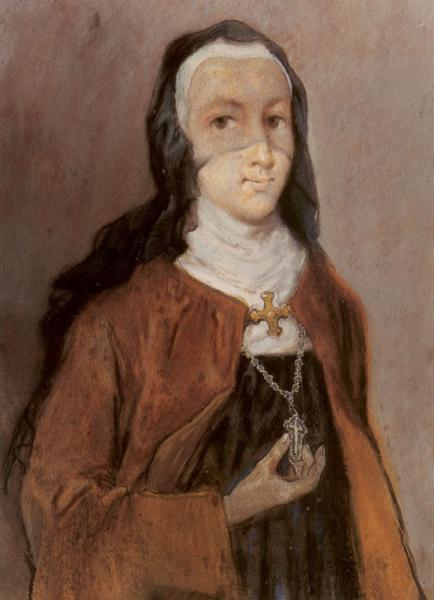
Humbelina Rosenmeyer, Äbtissin 1783–1797

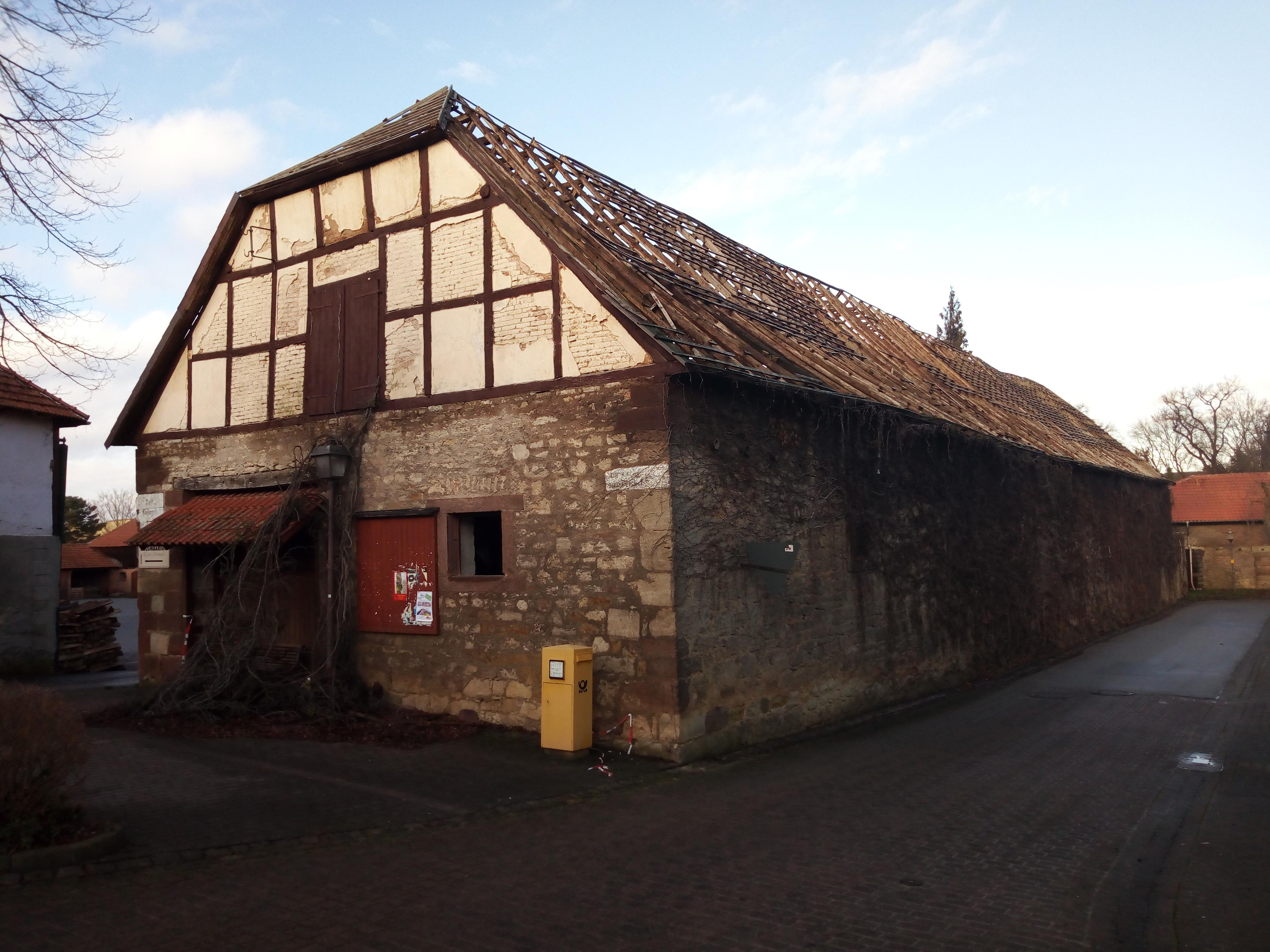
Schafstall, Twistetalstraße 11 (2020)

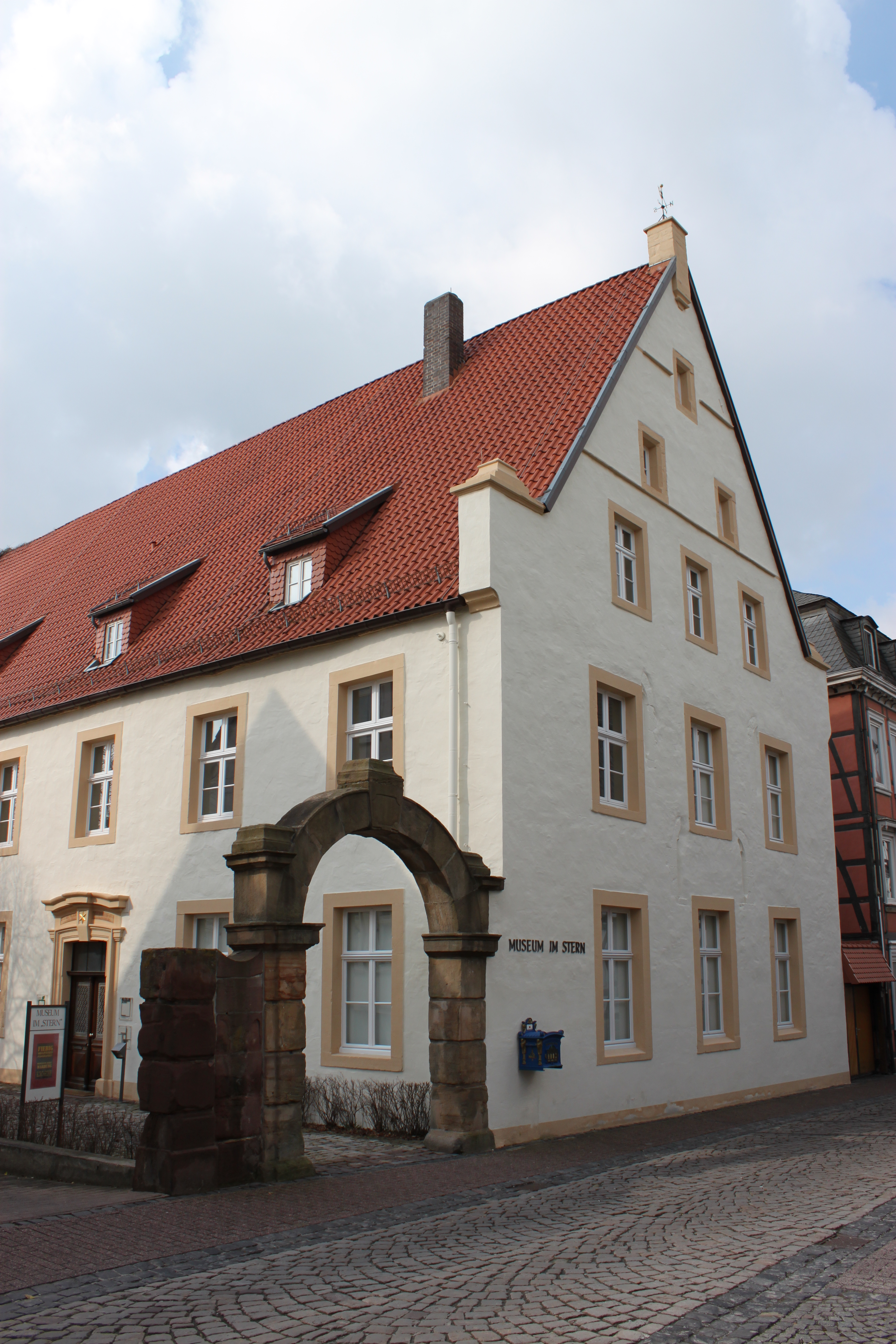
Das 1748 erworbene Haus „Zum Stern“ in Warburg (2010)

Nach der erhaltenen Gründungsurkunde wurde das Kloster am 11. Mai 1246 von den vier Söhnen des Grafen Albrecht III. von Everstein gestiftet. Das Kloster gehörte zunächst nicht dem Orden der Zisterzienser an, befolgte aber dessen Ordensregeln. In dieser Zeit gab es nicht wenige Gründungen der Zisterzienser, jedoch wurden nur sehr wenige Nonnenklöster offiziell in den Orden integriert. Dies gelang in vielen Fällen erst sehr viel später, so dass in der Gründungsurkunde nur von einem Konvent des „grauen Ordens“ die Rede ist, der nach der Regel des St. Benedikt und zusätzlichen Regelwerken lebt, die von den Klöstern übernommen wurden, aus denen die Nonnen kamen. Letzteres wird verstanden als impliziter Bezug auf die beiden zentralen Texte Exordium und Carta caritatis der Zisterzienser. Diese Sicht wird auch durch weitere Urkunden des 13. Jahrhunderts unterstützt, die indirekt den Schluss zulassen, dass die Äbtissin und der Konvent sich dem Orden der Zisterzienser zurechneten. Eine Verbindung zum nur zwölf Kilometer nordwestlich gelegenen Kloster Hardehausen ließ sich jedoch für das 13. Jahrhundert nicht nachweisen.
Im Unterschied zu verschiedenen anderen Konventen der Zisterzienserinnen lässt sich für Wormeln kein Mitglied des Hochadels nachweisen. Entsprechend den überlieferten Familiennamen kamen die Nonnen vorwiegend aus Ministerialengeschlechtern und bürgerlichen Familien, die mit dem Eintritt der Töchter Stiftungsgelder an das Kloster bezahlten.
Da keine Bauaktivitäten aus dem 13. Jahrhundert überliefert sind, wird davon ausgegangen, dass zu Beginn die Pfarrkirche und weitere vorhandene Gebäude innerhalb von Wormeln an die Nonnen fielen bzw. von diesen genutzt wurden. Erst zu Beginn des 14. Jahrhunderts wurde eine eigene einschiffige Kirche gebaut, die 1315 vom Mainzer Weihbischof geweiht wurde. Die Kirche trägt das Patrozinium der Apostel Simon und Juda.
Auch nach der Gründung kam es zu weiteren Stiftungen der Grafen von Everstein, durch die weitere Kirchen in den Besitz des Klosters gelangten. 1250 kam Heddinghausen (zu Canstein, heute zur Stadt Marsberg gehörend) hinzu, 1252 Wettesingen und im Laufe des 14. Jahrhunderts Calenberg. Im Jahre 1307 kaufte das Kloster ein Viertel der Saline Salzkotten und im Jahre 1373 erhielt dasselbe Kloster ein zweites Viertel als Geschenk. Das Kloster war der größte Grundbesitzer im Dorf. Das Kloster hatte als Haupterwerbsquellen den Pachtzins und das Zehntrecht.
Zu Beginn des 16. Jahrhunderts kam es durch Misswirtschaft zu einer wirtschaftlichen Krise des Klosters. Der Ruin konnte abgewendet werden durch eine Reform, die von Abt Heinrich von Marienfeld im Auftrage des Generalkapitels durchgeführt wurde. Immer wieder kam es in der Zeit von 1500 bis 1618 zu Streitigkeiten zwischen dem Kloster und dem Adel der Region, wie etwa mit den Herren von Calenberg, von Canstein, von der Malsburg, von Spiegel und von Haxthausen um die Nutzung des Waldes, Rechte der Fischerei und andere Dienstbarkeiten.
Bis 1505 gehörte das Kloster zur Diözese Mainz, gelangte aber spätestens 1516 in die Zuständigkeit des Paderborner Erzbistums. Dies geschah offenbar, damit während der Reformation das Kloster katholisch bleiben konnte.
Während des Dreißigjährigen Krieges wurde Wormeln auf Anweisung von Christian von Braunschweig-Wolfenbüttel in Brand gesetzt, wodurch die Kirche und die zugehörigen Gebäude schwer beschädigt wurden. Noch im 17. Jahrhundert erfolgte der Wiederaufbau. So wurde etwa der Hochaltar 1683 neu geweiht. Zu Beginn des 18. Jahrhunderts, nach einer neuen Blütezeit, wurde das Konventsgebäude neu errichtet, das, abgesehen vom 1887 abgerissenen Nordflügel, bis heute erhalten ist. 1748 besaß das Kloster in der Wollenweberstraße in der Warburger Altstadt ein Haus mit Scheune und Garten. Dieses tauschte das Kloster, vertreten durch seine Äbtissin Victoria Weymann, unter Zuzahlung von 860 Talern gegen das Haus „Zum Stern“ in der Warburger Neustadt ein. Die anschließende Renovierung des „Stern“ wurde 1755 abgeschlossen.
Katastrophal für das Kloster war auch der Siebenjährige Krieg, in dessen Verlauf es im Juli 1760 zu einer Schlacht bei Warburg kam. Nach der Niederlage der französischen Truppen wurde die Stadt Warburg mitsamt Umgebung zur Plünderung freigegeben. Dies führte zur nachhaltigen Verarmung der gesamten Landbevölkerung, so dass das Kloster in wirtschaftliche Schwierigkeiten geriet und sich hoch verschulden und 1787 den „Stern“ in Warburg wieder verkaufen musste. Die Bauern, die sich einer verschärften Überwachung der Zehntlieferungen ausgesetzt sahen, klagten gegen das Kloster und unterlagen nach einem fast 30-jährigen juristischen Streit. Infolge dieser Niederlage kam es zu einem Aufstand, der die Äbtissin Humbelina Rosemeyer veranlasste, Truppen aus Paderborn zu Hilfe zu rufen. Der „Wormelner Klosterkrieg“ eskalierte durch den Streit um den Zehnten im September 1797, als es zu Kämpfen und Plünderungen beim Kloster mit insgesamt drei Todesopfern kam. Das Kloster war danach zu Zugeständnissen gegenüber den Bauern bereit.
Das Kloster blieb zunächst von der Säkularisation unberührt, aber durch Jérôme Bonaparte, König des neu geschaffenen Königreichs Westfalens wurde das Kloster am 16. September 1810 aufgehoben. Die Kirche ging in den Besitz der katholischen Pfarrgemeinde über, und das Gut wurde zusammen mit den übrigen Gebäuden für 220.000 Francs verkauft.
Seit dem 19. Jahrhundert befindet sich das Anwesen im Eigentum der aus Kettenbach (Aarbergen) in Hessen stammenden Familie Ritgen, die es als Landwirtschaftsbetrieb ausbaute und im Osten und Süden mit Wirtschaftsgebäuden sowie ab 1885 durch eine zweigeschossige Villa mit Park erweiterte. 1887 wurde der Nordflügel abgebrochen. 1949 bis 1998 wurde das Gut durch Gerd Ritgen (1910–1998), der auch als Politiker überregional bekannt wurde, bewirtschaftet.
Nach seinem Tode erbte sein Sohn, der in Kanada lebende Landwirt Werner Ritgen (* 11. Oktober 1951), das Klostergut. Das Konventsgebäude wurde versteigert. 2011  führten die neuen Eigentümer einige Sanierungsmaßnahmen durch und richteten im Kreuzgang des Klosters ein Kolumbarium ein.

## Die Kirche St. Simon und Judas
Die gotische Klosterkirche aus dem Jahr 1315 ist bis heute erhalten und wird als Gemeindekirche genutzt. Sie wurde am 8. Mai 1985 als Einzeldenkmal in die Liste der Baudenkmäler in Warburg eingetragen und verfügt über eine bemerkenswerte Ausstattung:
- Wandfresken mit Darstellungen der St. Margareta und St. Katharina in der Krypta
- romanischer Taufstein unbekannter Herkunft
- ein Triumphkreuz von ca. 1450
- Strahlenkranzmadonna von etwa 1525
- Nonnenempore mit Altar und einem Chorgestühl aus der Zeit des Rokoko

Das Bode-Museum zu Berlin verwahrt das aus dem Kloster stammende Tafelbild „Maria als Thron Salomos“ aus dem frühen 14. Jahrhundert. Es ist eines der bedeutendsten und inhaltsreichen Gemälde der frühen „westfälischen Schule“ aus dem späten Mittelalter.
Ein Porträt der von 1783 bis 1797 amtierenden Äbtissin Humbelina Rosemeyer, einer Nichte des Warburger Bürgermeisters Balthasar Philipp Rosenmeyer, ist im Museum „Stern“ in Warburg ausgestellt.

## Aktueller Zustand des Klostergutes
Am 3. November 1983 wurde das ehemalige Klostergut als Gesamtanlage in die Liste der Baudenkmäler in Warburg eingetragen. 1990 gab es Planungen, das Konventsgebäude als Altenheim umzubauen und zu sanieren, die jedoch 1992 aufgegeben wurden.
1997 wurden das Konventsgebäude und die Villa Ritgen mit Park als Einzeldenkmale in die Liste der Baudenkmäler eingetragen.
2015 erkannte man auch die Klostermauer, den Schafstall und den Taubenturm als denkmalwürdig und nahm sie in die Denkmaltopographie Bundesrepublik Deutschland auf.
Im Herbst 2019 ließ Werner Ritgen das Dach des denkmalgeschützten Schafstalls abdecken. Seither steht der Dachstuhl offen. Hierzu äußerte er, ein denkmalgerechter Wiederaufbau des Daches mit einem neuen Gebälk und Ziegeln sei wirtschaftlich nicht rentabel. Zudem hätte sich eine Wand nach Westen verschoben, die bei einem Wiederaufbau wohl neu errichtet werden müsse. Im Juni 2022 stand der Dachstuhl immer noch.